# Honingerdijk

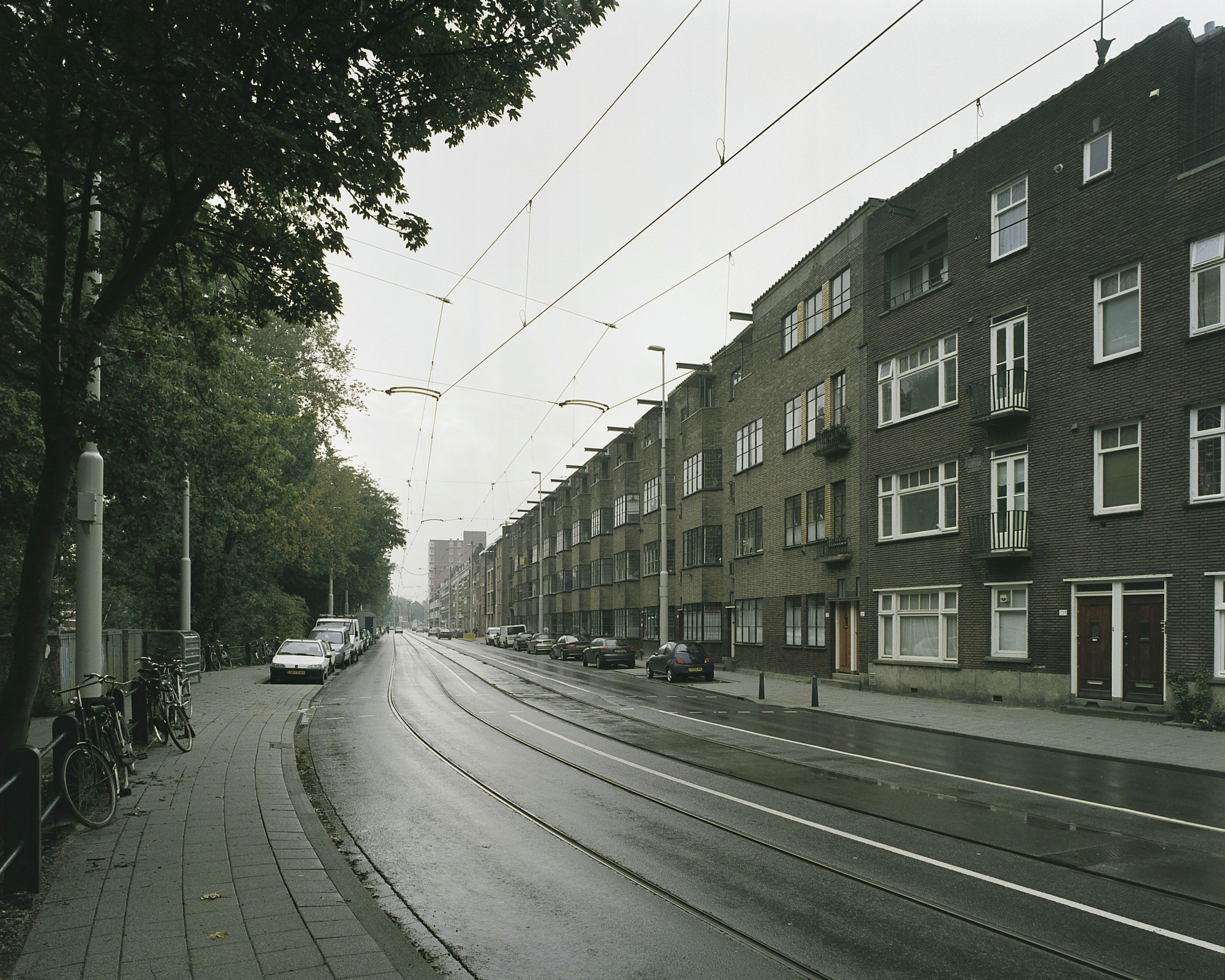
De Honingerdijk met rechts etagewoningen die vanwege hun architectuurhistorische waarde zijn opgenomen in het register van rijksmonumenten

De Honingerdijk is een waterkering en een straat in de Rotterdamse wijk Kralingen, in de Nederlandse provincie Zuid-Holland. De straat ligt in het verlengde van de Oostzeedijk en loopt van west naar oost en komt nabij het wandelpark de Oude Plantage uit op de Maasboulevard. Dit gedeelte van waterkering heette tot 1895 de "Hoge Zeedijk" maar kreeg toen de naam Honingerdijk. De naam Honingen kwam al in 1297 voor, het was de naam van het Slot Honingen van de heren van Cralingen. Als speelse referentie aan de naam van de dijk is het talud bij de overgang met de Oostzeedijk ter hoogte van de Waterloostraat bekleed met tegels in honingraatstructuur.
De Oostzeedijk en Honingerdijk maken deel uit van Schielands Hoge Zeedijk, de dijk die in de 12e eeuw werd aangelegd om het gebied tussen Gouda, Leiden en Rotterdam tegen overstromingen te beschermen. De Honingerdijk was begin jaren '90 een relatief autoluwe straat, omdat het doorgaande verkeer zo veel mogelijk over de Maasboulevard werd geleid.
De dijk heeft deels een vrije trambaan waar tram 1 en 11 rijden. Van 1905 tot 1984 had tram 1 en van 1984-1986 tram 3 zijn keerlus aan het einde van de Honingerdijk vlak bij Excelsior Stadion Woudestein nabij de Maasboulvard en de Oude Plantage. Hier bestond sinds 1965 na de opening van de van Brienenoordbrug aansluiting op een buslijn naar Lombardijen op de linker maasoever.
Abram van Rijckevorselweg ·
Admiraliteitskade ·
Avenue Concordia ·
Bosdreef ·
Gerdesiaweg ·
's-Gravenweg ·
Hoflaan ·
Honingerdijk ·
Kortekade ·
Kralingseweg ·
Kralingse Plaslaan ·
Kralingse Zoom ·
Maasboulevard ·
Oostzeedijk ·
Oudedijk ·
Slaak ·
Vlietlaan ·
Voorschoterlaan